# Selfjall (berg i Island, Norðurland eystra, lat 66,18, long -15,00)
Selfjall är ett berg i republiken Island. Det ligger i regionen Norðurland eystra, 400 km nordost om huvudstaden Reykjavík. Toppen på Selfjall är 516 meter över havet.
Närmaste större samhälle är Þórshöfn, omkring 15 kilometer väster om Selfjall.